# Saint-Aubin-Rivière
Saint-Aubin-Rivière település Franciaországban, Somme megyében. Lakosainak száma 116 fő (2022. január 1.). Saint-Aubin-Rivière Andainville, Arguel, Beaucamps-le-Vieux, Le Mazis, Neuville-Coppegueule és Le Quesne községekkel határos.

## Népesség
A település népessége az elmúlt években az alábbi módon változott:
| Lakosok száma | 114  | 112  | 111  | 111  | 112  | 111  | 113  | 114  | 116  |
|               | 2013 | 2015 | 2016 | 2017 | 2018 | 2019 | 2020 | 2021 | 2022 |